# 气胀行星
气胀行星，也被称为蓬松行星，是类木行星中的一种，其密度小于0.5克/立方厘米。在母星热量和内热的联合作用下，该类行星的大气层因为热胀冷缩效应而向外膨胀，所以它们的轨道距离母星往往都较近。到现在为止利用中天法已经发现了三颗气胀行星，按发现时间顺序排列分别是：HAT-P-1b、COROT-1b和TrES-4。另外，也有一些使用径向速度法发现的热木星被称为气胀行星。
气胀行星的质量不同，其特性也会发生相应变化。大型行星（质量大于木星的两倍）一般不是气胀行星，因为这类行星拥有足够强大的引力，从而能够抑制行星的无限制膨大。而对于质量较小的行星（质量小于木星的两倍）来说，如果其质量已经不足以将星体聚集在一个较紧密的空间内，那么它就会成为一颗气胀行星。